# Ко Гон
Ко Гон (кор. 고건; род. 2 января 1938, Кэйдзё) — южнокорейский политик, премьер-министр Республики Корея с 1997 по 1998 год и с 2003 по 2004 год. Он также был исполняющим обязанности президента Республики Кореи во время отстранения Но Му Хёна от должности в 2004 году.

## Карьера
Ко начал свою карьеру на государственной службе в 1960-х годах, когда поступил на службу в Министерство внутренних дел в качестве сотрудника с испытательным сроком. Он продвигался по службе на различных должностях, включая губернатора Южной Чоллы (1975—1979), министра транспорта (1980—1981) и министра сельского хозяйства и рыболовства (1981—1982).
В 1985 году Ко был избран членом парламента, а затем был назначен мэром Сеула с 1988 по 1990 год. Позже он был избран мэром Сеула с 1998 по 2002 год.
Он занимал пост премьер-министра Республики Корея с 1997 по 1998 год и с 2003 по 2004 год.
Он взял на себя роль временного президента после импичмента президента Но Му Хёна, с 12 марта по 14 мая 2004 года, когда Конституционный суд Республики Корея отменил решение об импичменте и восстановил полномочия Но в качестве президента. Он подал в отставку с поста премьер-министра 24 мая 2004 года после отказа выполнить просьбу президента о замене членов кабинета министров.
В июне 2006 года Ко выдвинул свою кандидатуру для участия в президентской гонке.
16 января 2007 года он объявил, что больше не будет кандидатом на президентских выборах и что уходит из политической жизни. Несмотря на свою отставку, 21 декабря 2009 года президент Ли Мён Бак назначил его главой совета социального единства.